# Montdoumerc
Montdoumerc é uma comuna francesa na região administrativa de Occitânia, no departamento de Lot. Estende-se por uma área de 13,62 km². Em 2010 a comuna tinha 548 habitantes (densidade: 40,2 hab./km²).